# Балка Херсунова
Балка Херсунова — балка (річка) в Україні у Бобринецькому районі Кіровоградської області. Права притока річки Сугоклії (басейн Південного Бугу).

## Опис
Довжина балки приблизно 5,40 км, найкоротша відстань між витоком і гирлом — 4,68 км, коефіцієнт звивистості річки — 1,15. Формується декількома струмками та загатами. На деяких ділянках балка пересихає.

## Розташування
Бере початок на північно-східній стороні від села Великодрювове. Тече переважно на північний схід через село Богданівку й у селі Полум'яне (колишнє Пустопіль) впадає в річку Сугоклію, праву притоку річки Інгулу.

## Цікаві факти
- Біля витоку балки пролягає автошлях Т 2401[3].
- У XX столітті на балці існували газові свердловини[2], а у XIX столітті — курган Березна[1].